# Pucovské zlepence
Pucovské zlepence jsou přírodní památka v katastrálním území obce Pucov v okrese Dolný Kubín v Žilinském kraji na Slovensku. Území bylo vyhlášeno v roce 1990 a jeho rozloha je 4,85 hektaru. Předmětem ochrany je geologická lokalita s výchozem paleogenních slepenců v Oravské vrchovině.